# 金済徳
金 済徳（キム・ジェドク、朝: 김제덕、2004年4月12日 - ）は、韓国の男子アーチェリー選手。2020年東京オリンピック男子団体・混合団体金メダリスト。慶北一高等学校在学中。

## 経歴
2013年、小学校3年でアーチェリーを始め、わずか1年半で全国大会で優勝するまでになった。
2021年、2020年東京オリンピックに出場。ランキングラウンドでは688点を記録し全体の1位で通過。キム・ウジン、オ・ジンヒョクと組んだ男子団体、アン・サンと組んだ混合団体で金メダルを獲得し2冠となった。個人では2回戦で敗れた。
東京オリンピック後の2021年世界選手権では男子団体で優勝した。